# Nemesia randa
Nemesia randa är en spindelart som beskrevs av Decae 2005. Nemesia randa ingår i släktet Nemesia och familjen Nemesiidae. Inga underarter finns listade i Catalogue of Life.